# 片山誠
片山 誠（かたやま まこと、男性）は、日本の漫画家。1987年にデビュー。平仮名のかたやままこと名義は、当初白泉社の作品でのみ使用していたが、2015年からは他の出版社でも使うようになった。

## 作品リスト

### 片山誠名義
- 狼人同心（集英社、1992年、原作：会川昇）全2巻
- 俺がコーキだ（『週刊ヤングジャンプ』（集英社）連載、1994年）全3巻
- 魚CRY（『週刊ヤングジャンプ』（集英社）連載、1995年 - 1997年、原作：小池一夫）全8巻
- きんぴか（『ビジネスジャンプ』（集英社）連載、1998年 - 2000年、原作：浅田次郎）全6巻
- ワルG（『週刊ヤングジャンプ』（集英社）連載、2000年 - 2001年）全4巻
- 刺青刑事（実業之日本社、2002年 - 2003年、原作：鷹匠政彦）全2巻
- 桜の代紋（実業之日本社、2005年、原作：鷹匠政彦）全3巻
- 究極兵器将太郎-特科捜査隊誕生編（実業之日本社、2006年 - 2007年、原作：北芝健）全1巻
- ノンポリ（日本文芸社、2006年 - 2007年）全3巻
- 桑田真澄物語パールの誓い（集英社、2008年、原作：石田雄太）全1巻
- プリティINモバイル（Bbmfマガジン、2009年）全1巻
- 迷彩服で朝食をスペシャル（日本文芸社、2009年 - 2010年）全1巻
- 熟女子校〜マダムの園へようこそ〜（『週プレNEWS』（集英社）連載、2010年）全1巻
- 淫貝島（『週プレNEWS』（集英社）連載、2013年）全2巻 ※単行本は少年画報社から発売。

### かたやままこと名義
- プロフェッショナル・スチュワーです!!（『ヤングアニマル』（白泉社）連載、2002年 - 2003年、原作：蘭佳代子）全1巻
- 戦海のテティス（『ヤングアニマル嵐』（白泉社）連載、2007年 - 2008年、原作：中里融司）全1巻
- 豹と狼 ドイツ軍5号戦車1944（『ヤングアニマル』（白泉社）連載、2008年、原作：中里融司）全1巻
- 砂漠の獅子-ドイツ軍4号戦車1942（『ヤングアニマル』（白泉社）連載、2009年、原作：中里融司）全1巻
- 竜馬滾ル!（『ヤングアニマル』（白泉社）連載、2010年、原作：北大路龍星）※未単行本化。
- シェイファー・ハウンド （『ヤングアニマル嵐』（白泉社）連載、2012年 - 2016年、原作：吠士隆）全8巻
- 戦海のマーメイド（『チャンピオンRED』→『チャンピオンクロス』（秋田書店）、2015年 - 2017年）全1巻
- 蒼空の魔王ルーデル（『WEBコミックガンマ』（竹書房）連載、2016年 - 2019年、原作：永川成基）全5巻
- すんどめ自衛隊（『漫画ゴラクスペシャル』（日本文芸社）連載、2016年 - 2018年）全3巻
- アニーズ・ぱんつぁー（『漫画ゴラクスペシャル』（日本文芸社）連載、2018年 - 2019年）全2巻
- 冥土IN極道（『週刊漫画ゴラク』（日本文芸社）連載、2019年 - 2020年）全1巻
- 龍空のエイシズ（『コミックNewtype』（KADOKAWA）連載、2021年 - 2023年）全3巻

## 師匠
- 荻野真